# Nemcovce (Bardejov)
Nemcovce é um município da Eslováquia, situado no distrito de Bardejov, na região de Prešov. Tem 5,46 km² de área e sua população em 2018 foi estimada em 262 habitantes.

## Demografia
| Ano:        | 1994 | 2004   | 2014   | 2024   |
| ----------- | ---- | ------ | ------ | ------ |
| Broj ljudi: | 266  | 261    | 255    | 252    |
| Razlika:    |      | -1,87% | -2,29% | -1,17% |

| Ano:               | 2023 | 2024   |
| ------------------ | ---- | ------ |
| Número de pessoas: | 265  | 252    |
| Diferença:         |      | -4,90% |